# Paso Gordo (Tobarra)

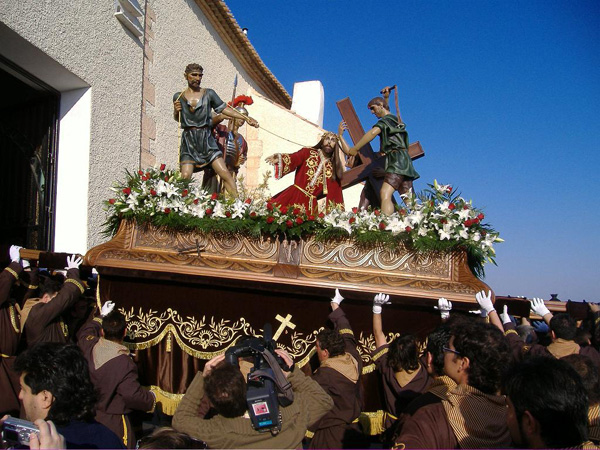
Salida del trono la tarde de Jueves Santo.

Paso Gordo es el nombre popular que recibe la Hermandad de la Caída de Jesús y Cristo Resucitado de Tobarra (Albacete), aunque propiamente dicho, de los dos tronos con que desfila la hermandad, solamente se hace referencia al trono de la Caída. 
La Semana Santa de Tobarra está Declarada de Interés Turístico Nacional y Regional.

## Historia
La hermandad fue fundada en 1946, adquiriéndose el grupo escultórico a iniciativa del entonces alcalde Sr. Arteaga, siendo la mayor aportación probablemente de Miguel Carcelén López, quien hizo las funciones de presidente encargándose de su organización durante algunos años. La compra del grupo escultórico y trono se hizo en parte gracias al recargo sobre el cupón del tabaco.
En 1970 asume la presidencia José Garrido Cabañero "Pepe Garrido" (fall. 2013), quien da un enorme impulso a la hermandad, superándose la cifra de 500 hermanos. Durante su mandato se amplía el trono del Paso Gordo, manteniendo la estructura original y pasándose de 16 a 30 agarráores, se adquirió un nuevo trono para el Cristo Resucitado y se compró la sede de la hermandad en el n.º 2 de la Plaza de España. Pepe fue presidente casi de manera ininterrumpida hasta 2009. Posteriormente fue nombrado "Presidente honorífico" de la hermandad, cargo que ocupó hasta su fallecimiento.

## Imágenes
El grupo escultórico fue obra del imaginero y ceramista valenciano Roberto Roca Cerdá, discípulo de Mariano Benlliure, quien se inspiró en el paso que hiciera Salzillo para la Semana Santa murciana. Se compone de la figura de Cristo, un sayón que tira de una cuerda atada a su cuello, otro que lo azota mientras le tira del pelo, un soldado romano y Simón de Cirene cargando con la cruz.

## Trono infantil
Desde hace algunos años la hermandad cuenta con un trono que es llevado por los hermanos adolescentes en el cual esta representa el símbolo de la hermandad, una cruz caída con una gota de sangre. Desfila en la procesión de Viernes Santo por la mañana en su itinerario de bajada del Calvario.

## Trono
Por ser el trono más pesado de la Semana Santa tobarreña fue conocido como "Paso Gordo". El trono es obra de José Ochando "Chumillas" y José Martínez Iniesta (Tobarra, 1946). En 1987 se le añade una plataforma inferior que imita el estilo del trono original, siendo obra de los tobarreños Luis Leal Romero "Mochica" y Fernando Reina Escribano. Actualmente pesa sobre 1000 kilos y es portado por 30 agarraores.
En el año 2006 con motivo de los 60 años de la hermandad, el armazón del trono, que era de madera, se cambió por otro completamente de metal.

## Cristo Resucitado
La imagen del Cristo Resucitado fue adquirida por el Ayuntamiento en 1944 y durante varios años fueron varias las hermandades de sacarlo en procesión, hasta que finalmente, en los años 60 comenzó a sacarlo de forma ya ininterrumpida el Paso Gordo. 

## Desfiles
La Caída de Jesús desfila en la Procesión de la Amargura de Jueves Santo y en la Procesión al Calvario del Viernes Santo.
La Hermandad tiene su momento cumbre la tarde de Jueves Santo. A las 7 de la tarde el pesado trono desciende por la empinada cuesta de la Encarnación en Tobarra, para unirse con la procesión; a la llegada, suenan los acordes del himno nacional y tras ella la marcha "Agarráores de la Caída", compuesta por el maestro Auñón, específicamente para la hermandad. 
Esta bajada tiene su origen en el hundimiento de la torre de la Iglesia de la Asunción de 1952, circunstancia que hace que los tronos allí alojados tengan que ser reubicados, por lo cual tiene que rehabilitarse el Convento. Hasta entonces la Caída se guarda en el Santuario de la Encarnación.
Pero tras la procesión de Jueves Santo de 1959, el Paso Gordo no entra en el Convento (por un conflicto con el párroco), sino que se decide llevarlo al Santuario de la Encarnación, no participando en la procesión del día siguiente. Así se instaura la tradición de bajarlo el Jueves y subirlo el Viernes tras la procesión.
El Domingo de Resurrección desfila con la imagen de Cristo Resucitado (obra de Roberto Roca, con trono de Luis Leal Romero). En la Semana Santa 2022, la imagen de Cristo Resucitado procesionó en un nuevo trono, realizado y tallado por el tobarreño Vicente Callado Pérez. 
Desde el 2003 desfila también en la procesión de Viernes Santo un trono infantil portado por los hermanos más jóvenes.

## Bajada del Paso Gordo
Cada Jueves Santo baja el Trono del Paso Gordo de la Iglesia de la Encarnación, donde se guarda todo el año, hasta la Plaza de España, para incorporarse a la procesión. 
Originariamente el grupo escultórico se guardaba en la Iglesia de la Asunción, pero tras la caída de la torre en 1952, ésta quedó inhabitable durante varios años. A la finalización de la Procesión del Jueves Santo de 1952, el Paso Gordo intentó guardarse en el Convento junto con el resto de las imágenes que desfilaban en la procesión, para salir de allí el día siguiente, pero al llegar no pudo quedarse dentro por fuertes diferencias con el cura de la Asunción. En ese momento los agarráores decidieron subirlo a la Encarnación, y allí se guardaría en adelante. Ese Viernes Santo el Paso Gordo no salió en la procesión. La primera Bajada de la Encarnación tuvo lugar, por tanto el Jueves Santo, 2 de abril de 1953.
Lo que durante muchos años fue un acto íntimo de los hermanos del Paso Gordo, con el paso del tiempo ha ido ganando en participación y expectación. Tal es así que cuando en los años 90 la iglesia de la Encarnación estuvo cerrada, los hermanos subieron el trono unos días antes, para poder hacer la Bajada.
Hoy en día, la Bajada del Paso Gordo de la Encarnación a las 7 de la tarde de Jueves Santo, es uno de los actos extraoficiales más multitudinarios y esperados de la Semana Santa Tobarreña